# Lophalia cyanicollis
Lophalia cyanicollis là một loài bọ cánh cứng trong họ Cerambycidae.